# Real Cámara
La Real Cámara fue una sección dentro del Consejo de Castilla compuesta del Gobernador y un corto número de consejeros.
Desde la fundación del Consejo de Castilla y en especial desde principios del siglo XV, casi todos los gobernadores y presidentes de este habían sido eclesiásticos constituidos en dignidad. Carlos V para la provisión de los cargos eclesiásticos y políticos ideó establecer dentro del Consejo mismo una sección compuesta del Gobernador y un corto número de consejeros. Tuvo su origen el año 1518 habiendo sido perfeccionada su organización en 1523 pues aunque desde el año de 1387 se servían los Reyes de cuatro ministros letrados, que llamaban Silenciarios por las cosas secretas que les comunicaban en su Real Cámara donde asistían y de que provino el nombre. Fue del agrado del César elegir por camaristas tres o cuatro consejeros del de Castilla (cuya práclica se continuó sin número fijo) para que confiriesen y consultasen al rey las dependencias que indistintamente se les cometían pues no tuvo negocios propios, ni señalados hasta que Felipe II por su Real Cédula de 6 de enero de 1588 le aplicó el conocimiento de todas las materias pertenecientes al Real Patronato eclesiástico, Gracia y Justicia con jurisdicción privativa en cuanto a ellas tocase. Se ordenó al mismo tiempo que asistiese a la Cámara el Presidente o Gobernador del Consejo de Castilla y fue el primero D. Francisco de Zapata y Cisneros, conde de Barajas.

## Estructura y competencias
Conforme a la instrucción, reglas y ordenanzas de la referida Cédula de Felipe II, se crearon las tres Secretarías de Gracia, Patronato Real eclesiástico y de Justicia para el despacho de los expedientes que a cada una perteneciesen y cuando se extinguió el Consejo de Aragón le agregaron la Protonotaría de él que era su principal Secretaría con cuya agregación tuvo la Cámara cuatro Secretarios. Pero en la planta del año de 1717 mandó el rey que se incorporase la de Justicia con todas sus dependencias a la de Gracia y así volvieron a quedar en tres las Secretarias.
Felipe III por su Cédula despachada el año de 1608 confirmó la instrucción dada por su padre y la amplió especialmente en lo que pertenece al Real Patronato eclesiástico inhibiendo a todos los demás Consejos y tribunales de su conocimiento como lo hacían antes las Chancillerías en sus distritos. En el siglo XVII era tal su importancia que proveía el Rey a consulta de la Cámara más de 60.000 empleos eclesiásticos y políticos sin otra infinidad de mercedes y gracias que concede por ambos estados. Antiguamente, solo dependían de su autoridad los reinos de Castilla, León y Navarra y las provincias de Vizcaya, Guipúzcoa y Álava. Después se acrecentó, año de 1707, con los de la Corona de Aragón.
Los pleitos que comúnmente se litigaban en la Cámara eran sobre todo lo perteneciente al Real Patronato en que de cualquier manera pudiese tener interés y éstos se sustanciaban decretando el Secretario a quien pertenecía, poniendo los autos y sentencias que por la Cámara se daban en ellos, no obstante que el relator diera cuenta y para las notificaciones de los autos interlocutorios y sentencias, elegían los Secretarios, Escribanos Reales, que las habían de hacer.
En el reinado de Carlos III la Cámara llegó al colmo de esplendor. Por Real orden de 24 de setiembre de 1784 se mandó a la Cámara formar listas de los clérigos beneméritos de las iglesias y universidades para proveer en ellos los beneficios de presentación Real. Pio VI aprobó al año siguiente estas disposiciones en obsequio de la Cámara.